# Inno al Re
Inno al Re (Hymn dla Króla) – włoska pieśń z tekstem nieznanego autorstwa, będąca hymnem Królestwa Obojga Sycylii, skomponowana w 1787 przez Giovanniego Paisiella, z dedykacją dla króla Ferdynanda I.

## Słowa
Iddio conservi il Re

Per lunga e lunga età

Come nel cor ci sta

Viva Fernando il Re!

Iddio lo serbi al duplice

Trono dei Padri suoi

Iddio lo serbi a noi!

Viva Fernando il Re!